# Jürgen Brand
Jürgen Brand (ur. 9 kwietnia 1965 w Ingolstadt) – niemiecki polityk i ekonomista, w latach 1993–1994 poseł do Parlamentu Europejskiego III kadencji.

## Życiorys
Ukończył studia ekonomiczne, uzyskując tytuł zawodowy Diplom-Kaufmann. Pracował m.in. w banku Landesbank Baden-Württemberg. Kierował oddziałem chadeckiej młodzieżówki Junge Union w Ingolstadt. Związał się politycznie z Unią Chrześcijańsko-Społeczną w Bawarii (CSU). W 1989 kandydował do Parlamentu Europejskiego, mandat objął 16 listopada 1993 po rezygnacji Günthera Müllera. Przystąpił do grupy Europejskiej Partii Ludowej, został członkiem Komisji ds. Kwestii Prawnych i Praw Obywatelskich oraz delegacji wspólnej WE i Finlandii.
Od 1996 do 2002 pozostawał doradcą Komisji Europejskiej w zakresie integracji ekonomicznej i monetarnej. Podjął pracę w banku UBS i jako rzecznik ds. europejskich w powiązanej z CSU fundacji Hanns-Seidel-Stiftung. Przeprowadził się do Norymbergi. Został członkiem władz partii w dzielnicy St. Johannis i przewodniczącym powiatowego oddziału Europa-Union Deutschland, niemieckiej organizacji współtworzącej Unię Europejskich Federalistów.